# Aidan Hutchinson
Aidan Joseph Bernardi Hutchinson (geboren am 9. August 2000 in Plymouth, Michigan) ist ein US-amerikanischer American-Football-Spieler auf der Position des Defensive Ends. Er spielte College Football für die Michigan Wolverines. Im NFL Draft 2022 wurde er als zweiter Spieler von den Detroit Lions ausgewählt.

## College
Hutchinson stammt aus Plymouth, Michigan und besuchte die Divine Child High School in Dearborn. Dort spielte er Football als Defensive End, als Tight End, als Offensive Lineman und als Long Snapper. Zudem spielte Hutchinson Lacrosse. Er galt als bester Highschool-Football-Spieler seines Jahrgangs in Michigan. Ab 2018 ging Hutchinson auf die University of Michigan und spielte College Football für die Michigan Wolverines. Er kam als Freshman in allen 13 Partien zum Einsatz, erzielte 15 Tackles und wurde in seinem Team als defensiver Rookie of the Year ausgezeichnet. In seinem zweiten College-Jahr stand Hutchinson in der Stammformation der Wolverines und setzte 68 Tackles, davon 10,5 für Raumverlust, zudem gelangen ihm 4,5 Sacks, sechs verhinderte Pässe und zwei erzwungene Fumbles. Die Saison 2020 endete für Hutchinson frühzeitig, da er sich im dritten Spiel einen Bruch im rechten Bein zuzog.
Mit 14,0 Sacks in der Saison 2021 stellte Hutchinson einen neuen Rekord bei den Wolverines auf. Bei der Wahl zur Heisman Trophy belegte Hutchinson nach Quarterback Bryce Young von der University of Alabama den zweiten Platz. Er gewann den Lombardi Award sowie den Ted Hendricks Award, wurde als Big Ten Defensive Player of the Year sowie als MVP im Meisterschaftsspiel der Big Ten ausgezeichnet und zum Unanimous All-American gewählt.

## NFL
Hutchinson wurde im NFL Draft 2022 als zweiter Spieler von den Detroit Lions ausgewählt. Nach einem unauffälligen NFL-Debüt in Woche 1 erzielte er am zweiten Spieltag gegen die Washington Commanders drei Sacks und zwei weitere Tackles für Raumverlust. In den folgenden drei Wochen blieb Hutchinson blass, bevor er im November mit überzeugenden Leistungen die Auszeichnung als NFL Defensive Rookie of the Month gewinnen konnte. In diesem Monat gelangen ihm 13 Tackles, zwei Interceptions, ein Sack und ein eroberter Fumble. Seine Leistung gegen die New York Giants in Woche 11 brachte ihm dabei zudem eine Ehrung als NFC Defensive Player of the Week ein. Im Dezember (inklusive Januar) wurde Hutchinson erneut als Defensive Rookie of the Month ausgezeichnet. Insgesamt erzielte Hutchinson in seinem ersten Jahr in der NFL 9,5 Sacks, in dieser Saison Bestwert eines Rookies. Zudem verzeichnete er 52 Tackles, davon neun für Raumverlust, drei Interceptions und zwei eroberte Fumbles.
In der Saison 2023 erzielte Hutchinson 11,5 Sacks und wurde erstmals in den Pro Bowl gewählt. Er zog mit den Lions in das NFC Championship Game ein.

### NFL-Statistiken
| Saison                             | Saison | Spiele | Spiele      | Tackles | Tackles | Tackles | Tackles | Interceptions | Interceptions | Interceptions | Interceptions | Interceptions | Fumbles | Fumbles | Fumbles |
| Jahr                               | Team   | Spiele | als Starter | Gesamt  | Solo    | Ast     | Sacks   | PD            | INT           | Yds           | Lng           | TD            | FF      | FR      | TD      |
| ---------------------------------- | ------ | ------ | ----------- | ------- | ------- | ------- | ------- | ------------- | ------------- | ------------- | ------------- | ------------- | ------- | ------- | ------- |
| 2022                               | DET    | 17     | 17          | 52      | 34      | 18      | 9,5     | 3             | 3             | 25            | 20            | 0             | 0       | 2       | 0       |
| 2023                               | DET    | 17     | 17          | 51      | 36      | 5       | 11,5    | 7             | 1             | 6             | 6             | 0             | 3       | 2       | 0       |
| 2024                               | DET    | 5      | 5           | 19      | 12      | 7       | 7,5     | 0             | 0             | 0             | 0             | 0             | 1       | 0       | 0       |
| Gesamt                             | Gesamt | 39     | 39          | 122     | 82      | 40      | 28,5    | 10            | 4             | 31            | 20            | 0             | 6       | 4       | 0       |
| Quelle: pro-football-reference.com |        |        |             |         |         |         |         |               |               |               |               |               |         |         |         |

## Persönliches
Sein Vater Chris Hutchinson spielte von 1989 bis 1992 als Defensive Lineman und Linebacker ebenfalls für die Michigan Wolverines. Er war 1992 Big Ten Offensive Player of the Year und Consensus All-American. Er schloss sich als Undrafted Free Agent den Cleveland Browns aus der National Football League (NFL) an, musste seine Karriere aber nach einem Impfschaden durch eine Tetanusimpfung beenden.
Hutchinsons Markenzeichen ist seit der Saison 2021 ein Streifen Eye Black über einem seiner beiden Augen, was von der Fernsehserie Vikings inspiriert ist.